# Monaster Studenica
Monaster Studenica (serb. Манастир Студеница, Manastir Studenica) – średniowieczny klasztor prawosławny koło Kraljeva w Serbii. Jeden z najstarszych zabytków tzw. szkoły raszkańskiej.
Ufundowany w końcu XII wieku przez wielkiego żupana Raszki Stefana Nemanię (1166–1196). W 1183 r. rozpoczęto trwającą do lat 90. budowę pierwszej cerkwi monasteru – pod wezwaniem Zaśnięcia Bogurodzicy. Była to zadužbina Stefana Nemanii, czyli cerkiew, w której po śmierci chciał być pochowany. Cerkiew została wykończona już po śmierci Stefana przez jego synów: Wukana, Stefana i Rastka, kiedy to w latach 1208–1209 wnętrze świątyni ozdobili artyści greccy. W latach 1228–1234 na polecenie króla Stefana Radosława dobudowano do jej fasady zachodniej narteks (przedsionek) w stylu gotyckiej architektury cysterskiej.
Studenica stała się nekropolą Nemaniczów. Klasztor prężnie się rozwijał – na przestrzeni kolejnych stuleci wzniesiono cerkiew św. Mikołaja (ok. 1240), cerkiew św. Jana (XIII w.), cerkiew św. Anny i św. Joachima (pocz. XIV w.) oraz cerkiew królewską (1314). Zarówno cerkiew Bożej Bogurodzicy jak i cerkiew królewska zbudowane są z białego marmuru, ich wnętrza zdobią freski w stylu bizantyjskim z XIII i XIV wieku.
W 1986 obiekt został wpisany na listę światowego dziedzictwa kulturowego UNESCO.

## Freski

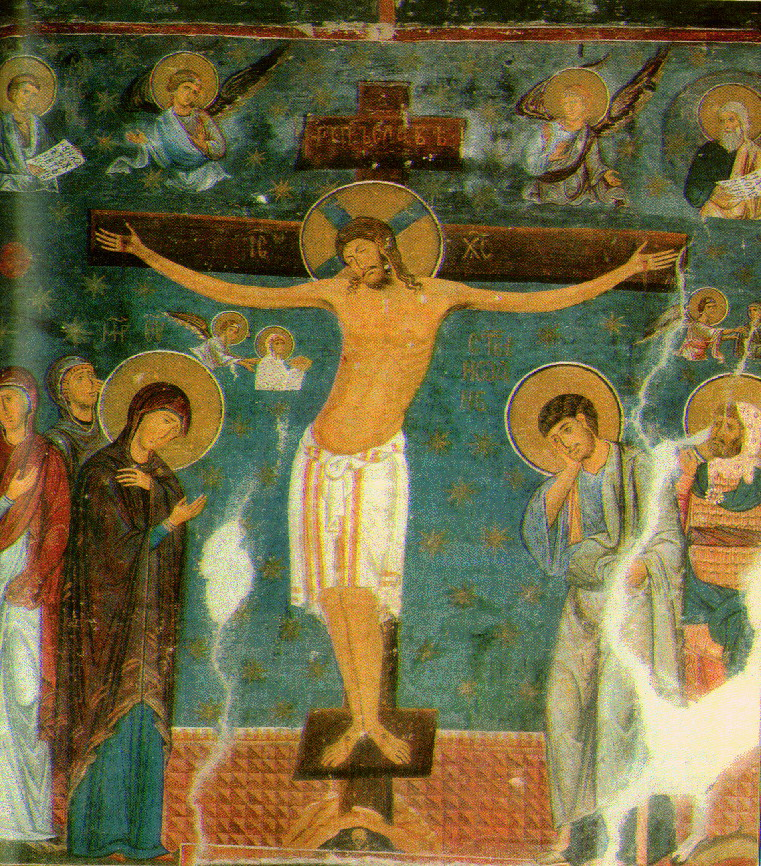
Cerkiew Bożej Bogurodzicy: ukrzyżowanie Chrystusa, XII w.
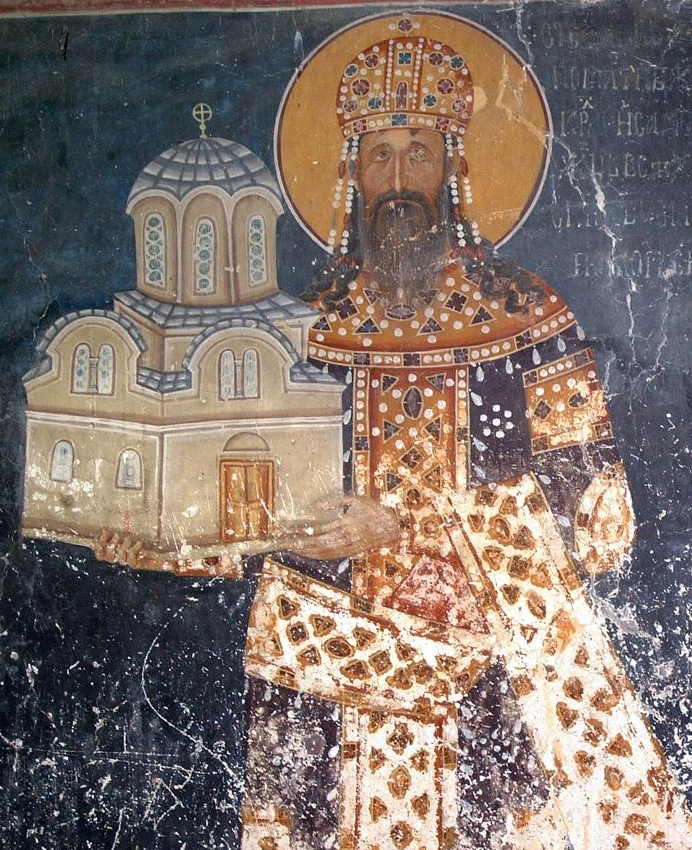
Cerkiew królewska: portret fundatora, XIV w.
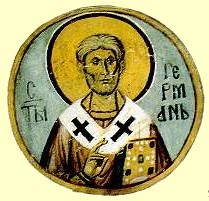
Cerkiew Bożej Bogurodzicy: Święty German, pocz. XIII w.